# Jules Pams
 (août 2020).
Si vous disposez d'ouvrages ou d'articles de référence ou si vous connaissez des sites web de qualité traitant du thème abordé ici, merci de compléter l'article en donnant les références utiles à sa vérifiabilité et en les liant à la section « Notes et références ».
Jules Pams, né le 14 août 1852 à Perpignan (Pyrénées-Orientales) et mort le 12 mai 1930 à Paris, est un homme politique français.
Républicain radical, il est une personnalité marquante de la vie politique de la IIIe République.

## Biographie
Jules Pams commence sa carrière politique comme candidat aux élections législatives de 1889. Élu conseiller général dans le canton d'Argelès-sur-Mer en 1892, il siège à l'assemblée départementale pendant 36 ans et il en est le président pendant quinze ans.
Député radical des Pyrénées-Orientales de 1893 à 1904, puis sénateur jusqu'en 1930, il est ministre de l'Agriculture de mars 1911 à janvier 1913, dans les gouvernements Monis, Caillaux et Poincaré.
En 1911, il soutient (via une subvention) les expériences conduites depuis le début du siècle par la Société d'études scientifiques d'Angers (depuis devenue la Société d'études scientifiques de l'Anjou) qui à Angers, sous la conduite de Fernand Basty, expérimentait et documentait plusieurs matériels et méthodes d'électroculture, en grande partie dérivés des essais de Pierre-Nicolas Bertholon de Saint-Lazare (décrits en 1783 dans un ouvrage intitulé De l'Électricité des végétaux).
Lors de la réunion plénière des républicains en vue de l'élection présidentielle de 1913, il arrive légèrement en tête devant Raymond Poincaré. Mais ce dernier refuse de se retirer lors du vote de l'Assemblée nationale, le lendemain. Finalement, malgré l'appui massif des radicaux (Émile Combes, Clemenceau, etc.), Jules Pams est battu, Raymond Poincaré ayant bénéficié des voix de la droite.
Devenu proche de Clemenceau, il est ministre de l'Intérieur dans le cabinet Clemenceau de novembre 1917 à janvier 1920. À ce titre, il est interpellé le 25 juillet 1919 à la Chambre des députés par le député de la Guadeloupe Achille René-Boisneuf sur les violences commises par les soldats américains en France, notamment le meurtre d'un Guadeloupéen, Saint-Éloi Etilce, le 22 avril 1919 à Nantes, par un policier militaire américain.
Il a aussi été délégué de la France à la Société des Nations.
Jules Pams est mort le 12 mai 1930 à son domicile, 2 rue Albéric Magnard dans le 16e arrondissement de Paris. Il est inhumé au cimetière de Port-Vendres (Pyrénées-Orientales).

## Postérité

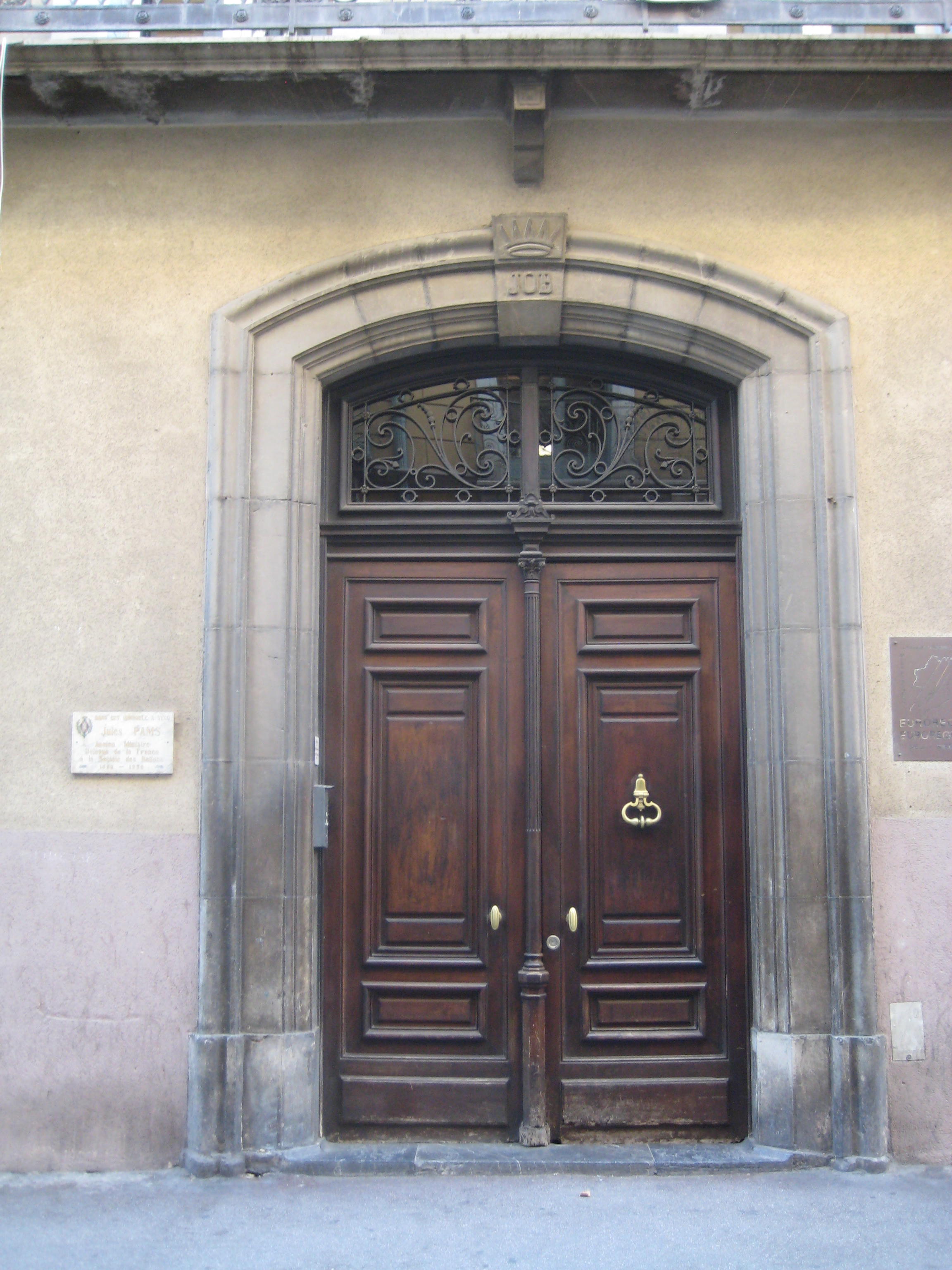
Porte de l'hôtel Pams à Perpignan, résidence de Jules Pams.

En 2012, son revenant apparaît dans un roman de Jean-Michel Hoerner sur la candidature d'un gitan catalan à la présidence de la République.